# Pete Seeger
Peter Seeger (3. května 1919, New York – 27. ledna 2014), také známý jako Pete Seeger, byl levicový americký folkový zpěvák a politický aktivista, autor folkových písní a protestsongů 50. a 60. let 20. století, sběratel lidových písní.

## Životopis
Jeho otec Charles Louis Seeger (1886–1979) byl muzikolog. Matka Constance de Clyver Seeger Dowding, rozená Edson (1886–1975) byla houslistka a později učitelka na Juilliard School. Nejstarší bratr se jmenoval Charles Louis (1903–2002) a druhý bratr byl John (1914–2010). Nevlastní sourozenci Mike Seeger (1933–2009) a Peggy Seegerová (*1953) byli jako Peter také hudebníci.
On sám vystudoval sociologii na Harvardově univerzitě. V roce 1943 se oženil s Toshi-Aline Ohta (1922 Mnichov–2013).
V roce 1935 jej otec vzal s sebou na festival lidové hudby v Severní Karolíně a to jej zaujalo tak, že roku 1938 zanechal studia sociologie a vydal se na tramp po USA.
V 30. a 40. letech, po absolvování Harvardovy univerzity, poznal mnoho zajímavých muzikantů a byl jimi ovlivněn. Byli to např. Woody Guthrie a Leadbelly. Stal se zakládajícím členem folkových skupin The Almanac Singers a The Weavers. The Weavers zaznamenali největší úspěch v 50. letech, před tím než byli zařazeni na černou listinu v době McCarthyho honu na komunisty.
V roce 1958 zahájil svoji sólovou kariéru a byl znám především svými písněmi jako je Kladivo, Turn, Turn, Turn a We Shall Overcome (Jednou budem dál, založena na spirituálu). V 60. letech napsal první verzi školy hry na pětistrunné banjo How to Play the Five-String Banjo, která se stala základem pro mnoho hráčů na banjo.
V roce 1966 se stal spoluzakladatelem organizace Clearwater, která upozorňovala na znečištění řeky Hudson a pracovala na jejím vyčištění. Součástí jejich úsilí bylo v roce 1969 spuštění šalupy Clearwater, která se pak plavila po řece jako učebna a laboratoř.
Byl znám svými komunistickými názory, které zastával ve 30. až 40. letech. Političtí oponenti ho nazývali hanlivými jmény, jako např. Stalinův kanárek. Jeho příznivci ho nazývali Americká ladička a Živý svatý. Příklad prosovětského postoje můžeme vidět během období paktu Ribbentrop–Molotov mezi Sovětským svazem a nacistickým Německem. V protiválečné nahrávce Songs for John Doe z roku 1941, kde nazývá prezidenta Roosevelta „válečným štváčem“, vyjádřil svou nelibost nad jeho stále častějšímu úvahami o konfrontaci s Německem. Jako většina členů Komunistické strany USA byl od podpisu paktu proti jakékoli akci proti Německu, dokud nedošlo 22. června 1941 k napadení Sovětského svazu. Po této invazi se vrátil ke svým dřívějším názorům jako silný zastánce válečné akce. Byl odveden do armády a sloužil v Pacifiku.
Komunistickou stranu USA opustil v roce 1950, šest let před tím, než Chruščovovo odhalení Stalinova kultu osobnosti způsobilo masový odliv členů. Stal se antistalinistou, ale zachoval si levicové názory.
V roce 1964 odehrál několik koncertů v Československu. Zaznamenal zde veliký úspěch a jeho vystoupení je pokládáno za jeden z impulsů pro rozvoj české folkové a country scény. Koncert v Praze byl nahrán firmou Supraphon a LP deska vyšla v roce 1966 v Gramofonovém klubu. Seegerovo nadšení pro socialismus přijali posluchači rozčarovaní z jeho praktické podoby výrazně hůře (tuto scénu zachytil Josef Škvorecký v románu Mirákl).
Nejznámější písně, které napsal, jsou Where Have All the Flowers Gone (Řekni, kde ty kytky jsou) a If I Had a Hammer (Kladivo, spolu s Lee Hayesem), které byly a stále jsou zpívány mnoha zpěváky na celém světě.